# 上海美术馆
上海美术馆，是上海的一所创建于1956年的公益性社会文化事业机构，2012年12月31日搬迁至2010年上海世博会中国馆后，更名中华艺术宫，上海美术馆为其第二副牌。

## 历史
其前身为中国美术家协会上海分会于1956年8月10日开馆的上海美术展览馆，1986年10月9日改名上海美术馆。2000年3月18日美术馆迁至南京西路325号的原上海图书馆旧址，2012年12月31日移至中华艺术宫。
上海美术馆是国内最早设立教育部的美术场馆。目前，上海美术馆拥有藏品万余件，都是具國際及國家級的藝術品。
“上海双年展”自1996年创办以来已成功举办了八届，第九届及以后改为上海当代艺术博物馆举办。现经成为中国乃至国际上重要的艺术活动之一。

## 场地
其最早的地址为南京西路456号。
南京西路325号的上海美术馆曾使用的建筑建于1933年，原为上海跑马总会大廈。该建筑经扩建改建后，曾先后被上海博物馆，上海图书馆使用。其建筑是1930年代英国新古典主義风格的历史建筑。建筑面积17326平方米。